# ENAC Alumni
ENAC Alumni (també conegut com a INGENAC) és una organització sense ànim de lucre, associació d'alumnes fundada el 1987 i registrada a Tolosa de Llenguadoc. Va ser fundada per Robert Aladenyse.
La missió principal de l'associació és desenvolupar la imatge de marca de l'École nationale de l'aviation civile (també coneguda com la Universitat d'Aviació Civil Francesa), la primera Escola Europea de postgrau en els àmbits de l'aeronàutica i l'aviació. En 2020, representa gairebé 26.000 persones, el que fa que l'associació sigui la major a França per als estudis aeronàutics.

## Història
Quan es va crear l'École nationale de l'aviation civile el 1949, primer es va capacitar a funcionaris de l'Direction Générale de l'Aviation civile. Al començament dels anys setanta, la universitat comença a capacitar no funcionaris per a la indústria aeroespacial. El nombre d'estudiants civils creix en la dècada de 1980 i després una associació d'alumnes va esdevenir una obvietat. Robert Aladenyse (1931-2003, graduat en 1964) va decidir el 1987 crear una organització sense ànim de lucre per al Diplôme d'ingénieur Alumnus anomenat INGENAC. En els anys 2000, el desenvolupament a França dels cursos de Mestratge i Mastère spécialisé va animar a l'associació a acollir i representar a aquests nous alumnes.
L'1 de gener de 2010, ENAC es va fusionar amb el SEFA per convertir-se en la major universitat aeronàutica d'Europa. És per això que INGENAC va decidir canviar el seu nom per convertir-se en ENAC Alumni i reunir graduats de tots els graus de l'École nationale de l'aviation civile. Es converteix en efectiu al març de 2012.
ENAC Alumni és membre de la Conférence des grandes écoles.